# 가쓰모토정
가쓰모토정(勝本町)은 나가사키현 이키섬 북서부에 있던 정이며, 이키군에 속했다. 1935년에 정으로 승격하기전에는 가이시촌이라고 칭했다. 1955년에 이사후시촌과 합병, 정으로 승격해 가쓰모토정이 성립하였다.
2004년 3월 1일에 고노우라정, 아시베정, 이시다정과 합병, 시로 승격해 이키시가 되어 소멸하였다.

## 지리
이키섬의 북서쪽에 위치해 있다.

## 역사
옛 가쓰모토 지역 일대에 대해 고대부터 중세 시대에는 '카시이(香椎)향'이라고 불렀다고 하며, 1889년 카스무라(可須村)와 신조무라(新城村)가 합병해 지방자치단체로 출범할 때 채택한 '카시이(香椎)'라는 마을 이름은 위 향명에서 따온 것이다.
- 1889년 4월 1일 - 정촌제도가 시행에 의해 이키군 가시이촌, 이사후시촌이 성립하였다.
- 1935년 4월 1일 - 정으로 승격해 새로운 가쓰모토정이 성립하였다.
- 1955년 2월 1일 - 가쓰모토정과 이사후시촌이 합병해, 새로운 가쓰모토정이 성립하였다.
- 2004년 3월 1일 - 이키군 고노우라정, 아시베정, 이시다정과 합병, 시로 승격해 이키시가 성립해, 가쓰모토정은 소멸하였다.